# 共同行為
共同行为，又称多人行为、协议行为等，是指有两个以上同一目的的意思表示一致而成立的民事法律行为。 如合伙合合同行为、设立法人的行为、公司董事会的决议等。其特点是，当事人为多数，且当时人的意思表示并非对立而是并立平行。
共同行为与单獨行为、双方行为相区别。 